# Grande função de partição
A grande função de partição é, em mecânica estatística, uma grandeza que descreve as propriedades estatísticas de um sistema em equilíbrio termodinâmico. As variáveis termodinâmicas do sistema, tais como a energia total, energia livre, entropia, e pressão, podem ser expressas em termos da grande funçao de partição do sistema.

## Essemble Grande Canônico
No essemble grande canônico a energia {\displaystyle E} e o número de partículas {\displaystyle N} podem flutuar em torno de seus respectivos valores médios, com desvios quadráticos que devem ser muito pequenos para sistemas suficientemente grandes.  No caso de um fluido puro, as variáveis independentes são a temperatura, o volume {\displaystyle V} e o potencial químico {\displaystyle \mu }. A conexão com a termodinâmica se realiza por meio do grande potencial termodinâmico. O essemble grande canônico é muito útil em diversas circunstâncias, como no caso quântico, para tratar o problema de um gás de partículas.

## Cálculo para a obtenção da Função de Grande Partição
Consideremos um sistema isolado {\displaystyle S}, com energia total {\displaystyle E_{0}}, em contato com um reservatório {\displaystyle R} de calor e de partículas (por simplicidade, consiremos um sistema puro, isto é, com um único tipo de partícula). No sistema {\displaystyle S} há subsitemas {\displaystyle S_{1},S_{2},...,S_{n}} separados por paredes ideal, isto é diatérmica e permeável, mas que permanece fixa, impedindo que haja variação de volume.
O postulado fundamental da mecânica estatística estabelece que a probabilidade de o sistema {\displaystyle S} ser encontrado num particular estado microscópico {\displaystyle j}, com energia {\displaystyle E_{j}} e número de partículas {\displaystyle N_{j}}, pode ser escrita na forma:
{\displaystyle P_{j}=c\Omega _{R}(E_{0}-E_{j},N_{0}-N_{j})}
onde {\displaystyle c} é uma constante e {\displaystyle \Omega _{R}(E,N)} é a quantidade de estados microscópicos acessíveis ao reservatório {\displaystyle R} com energia {\displaystyle E} e número de partículas {\displaystyle N}.
Tomando o logarítio natural de {\displaystyle P_{j}}, obtemos
{\displaystyle ln(P_{j})=ln(c\Omega _{R}(E_{0}-E_{j},N_{0}-N_{j}))=ln(c)+ln(\Omega _{R}(E_{0}-E_{j},N_{0}-N_{j}))}
Onde {\displaystyle ln(c)=constante}. 
Usando, agora, a expansão de Taylor para o {\displaystyle ln(P_{j})}:
{\textstyle ln(P_{j})=constante+{\biggl (}{\frac {\partial ln\Omega _{R}}{\partial E}}_{E_{0},N_{0}}{\biggr )}(-E_{j})+{\biggl (}{\frac {\partial ln\Omega _{R}}{\partial E}}_{E_{0},N_{0}}{\biggr )}(-N_{j})+...}
Pelo segundo postulado da mecânica estatística, temos: {\displaystyle {\frac {ln\Omega _{R}}{\partial E}}={\frac {1}{k_{B}T}}} e {\displaystyle {\frac {ln\Omega _{R}}{\partial N}}=-{\frac {\mu }{k_{B}T}}} onde {\displaystyle T} é a temperatura, {\displaystyle k_{B}} é a constante de Boltzman e {\displaystyle \mu } o potencial químico do reservatório.
Exponenciando ambos os termos da última expressão, temos 
{\displaystyle exp\{ln(P_{j})\}=exp\{constante+{\biggl (}{\frac {\partial ln\Omega _{R}}{\partial E}}_{E_{0},N_{0}}{\biggr )}(-E_{j})+{\biggl (}{\frac {\partial ln\Omega _{R}}{\partial E}}_{E_{0},N_{0}}{\biggr )}(-N_{j})+...\}}
{\displaystyle \Rightarrow P_{j}={\frac {1}{\Xi }}exp\{-\beta E_{j}+\beta \mu N_{j}\}}
onde {\displaystyle \beta ={\frac {1}{k_{B}T}}} é uma relação bastante usal na física estatística e {\displaystyle \Xi } é a grande função de partição, a qual fica, portanto, dada como
{\displaystyle \Xi =\sum _{j}exp(-\beta E_{j}+\beta \mu N_{j})}